# Faramea cuspidata
Faramea cuspidata är en måreväxtart som beskrevs av George Bentham. Faramea cuspidata ingår i släktet Faramea och familjen måreväxter.
Artens utbredningsområde är Colombia. Inga underarter finns listade i Catalogue of Life.